# ストロングマシーン・J
ストロングマシーン・J（本名、生年月日不明）は、日本のプロレスラー（覆面レスラー）。DRAGON GATE所属。神奈川県横浜市出身。
本名などは非公表だが、正体は「スーパー・ストロング・マシーン」などの活躍で知られる平田淳嗣の実子である。

## 来歴
幼少時より新日本プロレスの道場に出入りし、中学生の頃にはプロレスファンになると共に、プロレスラーへの憧れが募ってきた。高校卒業後にプロレス団体への入門を考えるが、両親の反対にあったため、社会勉強と「諦めたフリ」のため就職する。
2018年の父の引退試合を機にプロレスラーへの転身を決意。「軽量級が輝いて見えたから」との理由で、DRAGON GATEに入門する。

### デビュー - ストロングマシーン軍団
2019年3月8日、DRAGON GATEがストロングマシーン・Jのデビューと「ストロングマシーン軍団」の登場を発表。覆面やリングネームは新日本プロレスの許諾を得ている。会見にはすでに引退していたスーパー・ストロング・マシーンも同席し、ストロングマシーン・Jとは実の親子であることを明かした。
同年4月10日、後楽園ホール大会にてストロングマシーン・F＆ストロングマシーン・Gと「ストロングマシーン軍団」を結成、マネージャーとして若松市政も帯同し、Kzy＆横須賀ススム＆堀口元気組との試合でデビュー。J自らが父直伝の魔神風車固めで堀口を降し、白星デビューとなった。7月21日には、ストロングマシーン軍団で第65代オープン・ザ・トライアングル・ゲート王者に輝く。3回防衛ののち、同年12月15日にR・E・Dに敗れ失冠。折から団体内で世代闘争が勃発していたこともあり、12月19日にストロングマシーン・J個人としてドラゴンゲート世代への加入を宣言した。
なお、同年J個人は無敗を誇り、2019年度プロレス大賞の新人賞を獲得した。

### ドラゴンゲート世代 - NATURAL VIBES
2020年2月29日、大阪府立体育会館・第2競技場大会にてBen-K&ドラゴン・ダイヤと組み、ドラゴン・キッド&斎藤了&新井健一郎が保持するオープン・ザ・トライアングル・ゲート王座に挑戦し勝利、第68代王者組になる。1回防衛するが、9月21日大田区総合体育館大会にて、またしてもR・E・Dに敗れ王座を失う。
12月5日、札幌大会にて右肩を負傷し欠場。なおドラゴンゲート世代はそのまま同年をもって解散した。
2021年8月11日、後楽園ホール大会にて復帰。復帰後は特定のユニットには属していなかったが、2022年6月2日の後楽園ホール大会で、NATURAL VIBESに新加入する。その際にはキレのあるブレイクダンスを披露した。

## 得意技
魔神風車固め
フィニッシャー。父であるスーパー・ストロング・マシーンの直伝。
ダイビング・ヘッドバット
マシーン・ラリアット
フライング・ボディアタック
ランニングセントーン
パワースラム
ジャーマンスープレックス
ライガー・ボム
ニールキック
ダイヤモンドフレーム
Gold Ship
Dance in the Dark
魔神クラッチ

## タイトル歴
DRAGON GATE
- オープン・ザ・トライアングルゲート王座
  - 第65代（w/ストロングマシーン・F&ストロングマシーン・G）
  - 第68代（w/Ben-K&ドラゴン・ダイヤ）
  - 第90代（w/BIGBOSS清水&U-T）
  - 　第92代　(w/Kzy&フラミータ)
- 芦屋日記賞6人タッグトーナメント 優勝
  - 2020年（w/Ben-K&ドラゴン・ダイヤ）

プロレス大賞
- 2019年度プロレス大賞 新人賞